# Monoszlói András
Monoszlói András (Nagyvárad, 1552 – Bécs, 1601. december 11.) veszprémi püspök.

## Élete
Régi nemes család sarja. Középiskoláit szülőhelyén, felsőbb tanulmányait Bolognában és Bécsben végezte oly sikerrel, hogy 1574-ben pappá szenteltetése előtt kinevezték nagyszombati tanárnak, mely minőségben tíz évnél többet töltött, utóbb mint az iskola igazgatója. Tanárkodása idején (1574-1582) többször megfordult Bécsben, rendszerint irodalmi és tudományos kutatás céljából. Az esztergomi káptalan tagja volt 1578. június 22-től 1585-ig. Nem sokkal ezután a pozsonyi káptalanban is kapott javadalmat; a káptalan régi feljegyzései 1580-ban állandóan pozsonyi kanonoknak nevezik. Ez időtájt lehetett ugyanitt hitszónok is, 1586-ban pedig budai felhévizi prépostnak említik. 1599-ben szerémi püspök; mint ilyen Rómába készült, de nem tudni, valóban elutazott-e oda. 1599. június 21-én veszprémi püspökké neveztetett ki. 
1600. június 26-án az esztergomi érsek helyett követi minőségben a törökhöz küldetett, hogy a békealkudozásokban részt vegyen; de mitsem végezve tért vissza. Meghalt 1601. december 11-én Bécsben és eltemettetett Pozsonyban a Szent Márton-templomban. Gábor testvére által készített sírfelirata: «Haec requies mea in saeculum saeculi, Hic habitabo, quoniam elegi eam.» Végrendeletében vagyonát rokonai és az egyház közt osztotta meg s ezen kívül a véghelyekre 100 akó bort, 100 mérő búzát és 100 mérő zabot hagyományozott. Fiatal kora óta gyűjtött könyvtárát Gábor testvérének hagyta, aki pozsonyi kanonok volt, egy zágrábi misekönyvet és egy újonnan aranyozott pontificalét pedig a pozsonyi káptalannak. Nagy olvasottságú és szép magyarságú író; a reformáció áramlása ellenében mint a római katolikus vallás apologetája korának elismerését vívta ki.
Nevét Monoslai, Monosloi, Monoszloi, Monoszlay, Monozlay és Monozloinak is írta.

## Munkái
- Apologia a közönseges keresztyen hit agazatinac: es az anyaszentegyhaz bizonyos fő vallasinac oltalma, David Janos felelete ellen, ki ellenzette Telegdi Miklós, Peechi Püspök irasat, mellyben nem akarta Luthernec vallasat venni. Iratot… Az hiw egyigyu keresztyeneknec, igaz hitben valo gyarapodásokért, az derec sz: irasbo, sz. doctorokbol, es az igassag ellenzöknec vallasokbol is… Nagyszombat, M. D. LXXXVIII
- De Invocatione, et Veneratione Sanctorvm. Az Szenteknec hozanc valo segetsegekrül hasznos Könyü, Az Keresztyeneknec igaz hitben valo epületekért. Nagyszombat, M. D. LXXXIX (Kézirata a pozsonyi káptalan könyvtárában. Ezen munkára, mely Fehérkövi István nyitrai püspök pártfogása mellett jelent meg, Gyarmathi Miklós helmeczi ref. lelkész adott ki Keresztyeni Felelet-et Debreczenben 1598-ban. Erre válaszolt Pázmány Péter 1607-ben.)
- De Cvltv Imaginvm. Az idvössegre intő kepeknec tiszteletiről valo, igaz tudomany… Nagyszombat, M. D. LXXXIX
- Brevis ac Catholica Confvtatio Impiorvm Novorvm Articulorvm nuper in Galantha a Sacramentarijs Concinnatorum. Nagyszombat, 1593
- De Gratia, ac libero hominis arbitrio, et de volvntate Dei. Az Isten malasztyarol, az szabad akaratrol, es az Istennec Akaratyarol valo tudomany … Nagyszombat, 1600 (Ajánlva van Pethe Márton kalocsai és bácsi érseknek, kinek pártfogása mellett jelent meg. Mindezen munkákból több mutatvány jelent meg a Magyar Nyelvemlékekben.)

Tanári működésének emlékei s egyéb kéziratai a pozsonyi káptalan levéltárában vannak:
- Annotationes in oratorem ad Quintum fratrem, 4rét 233 levél
- A szentségek magyarázatára vonatkozik 1547-60. 4rét 302 levél
- Controversia de communione sub una specie
- Commentaria in tres libros de officiis Ciceronis 1582. 4rét 356 levél
- Commentaria in Dialecticam Joannis Caesarei una cum questionibus controversis et dubiis 1582, nagy 8rét 237 levél
- Tractatio catechetistica ex diversis compillata auctoribus in usum scholae Tyrnaviensis 1781. 4rét 224 levél
- Liber de justificatione 1579.; 4rét 343 levél; több részből álló magyar kézirat az 1584-1588. időből, legnagyobb része Dávid János erdélyi prédikátor ellen írva

A budapesti egyetemi könyvtárban:
- Testamentum Andreae Monoszlay episcopi Veszprimiensis 1600

A rozsnyói káptalan kézirattárában:
- Dialectikája, melyet 1574-82-ig tanított a nagyszombati főiskolában; ezt 1581. nov. 2. kezdte írni s 1582. okt. 2. fejezte be, 8rét 237 levél

Könyvtárát és kéziratait, melyeket testvéröccsének, Monoszlói Gábor pozsonyi kanonoknak hagyott, ez 1603-ban végrendeletében Napragy Demeter veszprémi püspöknek hagyta azon kéréssel, hogy a latin munkákat «fordítsa le a magyar nyelvre és adja ki isten egyházának javára.» Hagyatékának talán legérdekesebb tárgya volt azon kis ezüst olvasó, mely II. Lajos királyé volt és Oláh Miklós esztergomi prímás birtokába jutott; ez pedig Monoszlóinak ajándékozta.